# Cabreúva (São Paulo)
Cabreúva é um município da Região Metropolitana de Jundiaí, no estado de São Paulo, no Brasil. Sua população, conforme estimativa do IBGE de 2024, era de 48 473 habitantes. Possui uma área territorial de 260 km². O município é formado pela sede e pelos distritos de Bonfim do Bom Jesus, Jacaré e Pinhal.

## Toponímia
O nome do Município é originário da árvore Cabreúva do tipo pardo (Myrocarpus Frondosus, da família Leguminosae-Papilionoideae) conhecida pelos índios como "Kaburé-Iwa" (Árvore da Coruja).

## História
Cabreúva foi fundada em princípios do século XVIII por um membro da família Martins e Ramos, do Município de Itu, o qual, à procura de um lugar para instalar-se, subiu explorando a margem direita do Rio Tietê até encontrar um vale encravado entre cinco grandes serras - que mais tarde seriam denominadas "Japi", "Guaxatuba", "Guaxinduva", "Cristais" e "Taguá", onde, constatando o clima ameno, a fertilidade do solo e a abundância de água existentes, estabeleceu-se.
Senhor de muitos escravos e dono de grande fortuna, Martins, acompanhado pela família, ocupou a terra e dedicou-se a cultivar cana-de-açúcar para a fabricação de aguardente, dando início à instalação de engenhos que se tornariam a maior força econômica da localidade durante décadas; produzindo uma cachaça que ganhou notoriedade e tornou-se famosa muito além de suas fronteiras, dando à cidade o popular slogan de "Terra da Pinga e da Amizade".
Aproximadamente um século após a fundação, uma família de lavradores doou o terreno para a construção de uma capela, que foi erguida sob a invocação de São Benedito, mas a mesma, poucos anos depois, em virtude da precariedade da construção, desmoronou ante a força de um grande temporal. No mesmo local, passados alguns meses, foi erigida, por um fazendeiro, uma nova capela, até que, em 1856, com recursos levantados pela comunidade, ergueu-se a Matriz atual, em homenagem à Nossa Senhora da Piedade, Padroeira do Município, que é homenageada em 15 de setembro.

### Formação territorial-administrativa
Histórico da formação do município:
- Distrito criado com a denominação de Cabreúva, por Decreto de 09 de dezembro de 1830, no município de Itu.
- Elevado a categoria de vila com a denominação de Cabreúva, por Lei Províncial no 12, de 24 de março de 1859, desmembrado de Itu.
- Constituído do Distrito Sede em 24 de julho de 1859. Cidade por Lei Estadual nº 1038, de 19 de dezembro de 1906.
- Em divisão administrativa do Brasil referente ao ano de 1911, o município de Cabreúva se compunha do Distrito Sede. Assim permanecendo em divisão administrativa referente ao ano de 1933.
- Em divisões territoriais datadas de 31-XII-1936 e 31-XII-1937, bem como no quadro anexo ao Decreto-lei Estadual nº 9073, de 31 de março de 1938, o município de Cabreúva pertence ao termo judiciário de Itu, da Comarca de Itu, e se compõe do Distrito Sede.
- No quadro fixado, pelo Decreto Estadual nº 9775, de 30 de novembro de 1938, para 1939-1943, o município de Cabreúva é composto de 1º único Distrito Cabreúva e pertence ao termo de Itu, na comarca de Itu. Em virtude do Decreto-lei Estadual nº 14334, de 30 de novembro de 1944.
- Fixado o quadro territorial para vigorar em 1945-1948, o Município de Cabreúva ficou composto igualmente de 1º Distrito, Cabreúva e pertence ao termo e comarca de Itu. Constituído ainda apenas de 1º Distrito, Cabreúva, comarca de Itu, nos quadros territoriais fixados pelas Leis Estaduais nos 233, de 24-XII1948 e 2456, de 30-XII-1953 para vigorar, respectivamente, nos períodos 1949-53 e 1954-58. Assim permanecendo em divisão territorial datada de 01-VII-1960.
- Lei Estadual no 8092, de 18 de fevereiro de 1964, cria o Distrito de Bonfim do Bom Jesus e incorpora ao município de Cabreúva.
- Lei Estadual no 4954, de 27 de dezembro de 1985, cria o Distrito de Jacaré e incorpora ao município de Cabreúva.
- Em Divisão Territorial datada de 01-VI-1995, o município é constituído 3 Distritos: Cabreúva, Bonfim do Bom Jesus e Jacaré. Assim permanecendo em divisão territorial datada de 15-VII-1999.

## Geografia
A paisagem é dominada por duas formações geográficas destacadas: as serras (Japi, Guaxatuba e Taguá) e o Rio Tietê.
As altitudes no município variam entre 640 metros no centro do município até 1 200 metros no alto da Serra do Japi.
O município possui uma área territorial total de 261 quilômetros quadrados, sendo 96 quilômetros quadrados de área urbana e 165 quilômetros quadrados de área rural, tendo como municípios vizinhos ao norte: Indaiatuba e Itupeva, ao sul: Pirapora do Bom Jesus e Araçariguama, ao leste: Jundiaí e a oeste: Itu.

### Clima
Cabreúva está acima do Trópico de Capricórnio, na Zona Tropical do hemisfério Sul. O  clima de Cabreúva é influenciado pela altitude. Os verões são quentes e úmidos, a Primavera e o Outono são estações de Transição entre o verão e o inverno, sendo mais úmidas quando tende ao verão e mais secas quando tendem ao inverno. O inverno é a época de estiagem das chuvas, e enfim, é a estação seca(W), não tendo uma frequência pluviométrica na estação. O clima se define então como: Tropical de Altitude tipo Cwa na classificação Classificação climática de Köppen-Geiger.

### Hidrografia

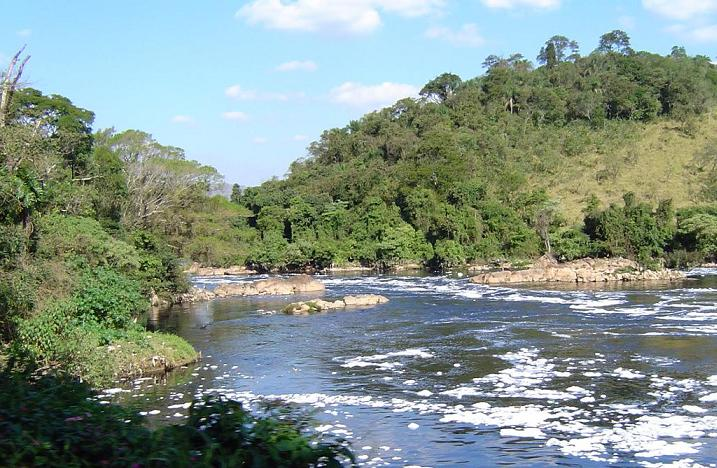
Rio Tietê.

- Rio Tietê
- Rio Piraí

### Rodovias
Os principais acessos à cidade são:.
- SP-312
- SP-300

## Demografia

### População
| Crescimento populacional                             | Crescimento populacional | Crescimento populacional | Crescimento populacional |
| Ano                                                  | População Total          |                          | %±                       |
| ---------------------------------------------------- | ------------------------ | ------------------------ | ------------------------ |
| 1872                                                 | 2 968                    |                          |                          |
| 1890                                                 | 6 732                    |                          | 126,8%                   |
| 1900                                                 | 8 393                    |                          | 24,7%                    |
| 1910                                                 | 7 940                    |                          | −5,4%                    |
| 1920                                                 | 5 884                    |                          | −25,9%                   |
| 1925                                                 | 7 213                    |                          | 22,6%                    |
| 1934                                                 | 5 904                    |                          | −18,1%                   |
| 1937                                                 | 6 312                    |                          | 6,9%                     |
| 1940                                                 | 4 970                    |                          | −21,3%                   |
| 1946                                                 | 5 782                    |                          | 16,3%                    |
| 1950                                                 | 6 347                    |                          | 9,8%                     |
| 1958                                                 | 7 199                    |                          | 13,4%                    |
| 1960                                                 | 6 512                    |                          | −9,5%                    |
| 1970                                                 | 7 679                    |                          | 17,9%                    |
| 1980                                                 | 11 716                   |                          | 52,6%                    |
| 1991                                                 | 18 814                   |                          | 60,6%                    |
| 2000                                                 | 33 100                   |                          | 75,9%                    |
| 2010                                                 | 41 604                   |                          | 25,7%                    |
| 2022                                                 | 47 011                   |                          | 13,0%                    |
| Est. 2024                                            | 48 473                   | [ 12 ]                   | 3,1%                     |
| Fontes: Censos Demográficos IBGE e Estimativas SEADE |                          |                          |                          |

### Dados demográficos
Dados do Censo - 2010
População Total: 41 643
- Urbana: 35 295
- Rural: 6 348
- Homens: 21 114
- Mulheres: 20 529

Densidade demográfica (hab./km²): 160,28
Mortalidade infantil até 1 ano (por mil): 16,02
Expectativa de vida (anos): 71
Taxa de fecundidade (filhos por mulher): 2,56
Taxa de Alfabetização: 90,05%
Índice de Desenvolvimento Humano (IDH-M): 0,774
- IDH-M Renda: 0,709
- IDH-M Longevidade: 0,769
- IDH-M Educação: 0,845

(Fonte: IPEADATA)

## Política e administração
A administração municipal se dá pelos poderes executivo e legislativo. O poder executivo é exercido pelo(a) prefeito(a), auxiliado pelo seu gabinete de secretários e eleito pelo voto direto para um mandato de quatro anos, com direito a uma reeleição.
A atual prefeita é Noemi Medeiros Bernardes, do PODEMOS. Ela assumiu o mandato em 19 de Dezembro de 2024 após a morte do então prefeito Antonio Carlos Mangini do PL, que lutava contra um câncer de pâncreas. Eles haviam sido reeleitos com 15.660 votos para a gestão 2025-2028. Na chapa, Noemi era novamente sua vice e portanto foi empossada prefeita em 01 de janeiro de 2025.
O atual presidente da câmara dos vereadores é Rodrigo José Santi (PL).

### Galeria de prefeitos
| Prefeito                    | Período de Governo              |
| --------------------------- | ------------------------------- |
| Mansueto Mesquita Togni     | 1948 até 1951                   |
| Benedicto Mesquita Camargo  | 1952 até 1955                   |
| Antônio Odilon Franceschini | 1956 até 1959                   |
| João Zacchi                 | 1960 até 1963                   |
| Cássio Xavier de Mendonça   | 1964 até 1969                   |
| Antônio Odilon Franceschini | 1969 até 1973                   |
| Rubens da Silveira Camargo  | 1973 até 1977                   |
| Imir Baladi                 | 1970 até 1975                   |
| Arnaldo Zicatti             | 1977 até 1983                   |
| Cláudio Antônio Giannini    | 1983 até 1988                   |
| Arnaldo Zicatti             | 1989 até 1992                   |
| Erdno André Salviano        | 1993 até 1996                   |
| Lúcia Sara Bengio Ciola     | 1997 até 2000                   |
| José Leonel Santi           | 2001 até 2004                   |
| Cláudio Antônio Giannini    | 2005 até 2012                   |
| Henrique Martin             | 2013 até 2020                   |
| Antônio Carlos Mangini      | 2021 até 15 de dezembro de 2024 |
| Noemi Medeiros Bernardes    | 19 de dezembro de 2024 até 2028 |

## Infraestrutura

### Comunicações
O sistema de telefones automáticos foi inaugurado na cidade em 1975 pela Telecomunicações de São Paulo (TELESP), que também implantou o sistema de discagem direta à distância (DDD) em 1981 com o código de área (011).

### Energia
A concessionária de energia elétrica que atende o município é a Neoenergia Elektro, antiga CESP.

### Saneamento
O serviço de abastecimento de água é feito pela Companhia de Saneamento Básico do Estado de São Paulo (SABESP).

## Cultura e lazer
O Centro histórico abriga a Igreja Matriz Nossa Senhora da Piedade, erguida em 1856 com recursos da comunidade e fazendeiros da época.
Cabreúva também sedia dois importantes templos da tradição budista, o Centro de Meditação Kadampa Brasil, maior templo budista da América Latina e o Mosteiro Sakya, localizado no centro da cidade.

### Feriados municipais
- 24 de março: aniversário do município.
- Sexta-Feira Santa
- Corpus Christi
- 15 de setembro: dia de Nossa Senhora da Piedade, Padroeira do município.
- 20 de novembro: dia da Consciência Negra.

## Religião

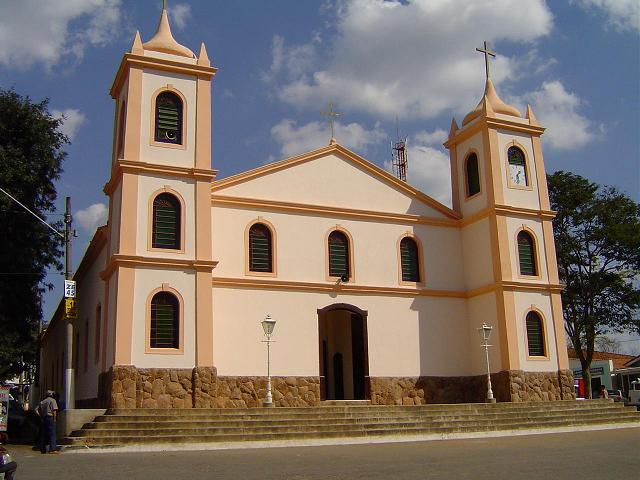
Igreja Matriz de Nossa Senhora da Piedade.

O Cristianismo se faz presente na cidade da seguinte forma:

### Igreja Católica
- A igreja faz parte da Diocese de Jundiaí.[26]

### Igrejas Evangélicas
Entre as igrejas protestantes históricas, pentecostais e neopentecostais, encontram-se na cidade:
- Assembleia de Deus Ministério do Belém.[29][30]
- Congregação Cristã no Brasil.[31]